# 江浦横穴群
江浦横穴群（えのうらおうけつぐん）は、静岡県沼津市江ノ浦にある横穴墓群である。江浦は江野浦、江ノ浦とも表記される。1977年（昭和52年）3月に静岡県指定史跡に指定された。

## 概要
静岡県沼津市江ノ浦から多比に広がる横穴群を、江浦横穴群という。
江浦横穴群は、駿河湾沿岸地域の基盤層である凝灰岩を掘削し、築造されている。これらは4地区に区分され、A地区で74基、B地区で2基、C地区で14基、D地区で2基、総数92基が確認されている。横穴群の東方150メートル、標高100メートルの丘陵の上には、小円墳群（江浦古墳）が存在し、近い場所に墓制の異なる古墳を見ることができる。いずれも7世紀末から8世紀前半の遺跡と考えられている。
横穴に埋葬された被葬者と小円墳に埋葬された被葬者の社会的地位の差、横穴群と小円墳を築いた集団の違い、集落との関係は不明である。狩野川流域には横穴群と高塚に築造された群集墳（天神洞古墳群など）が存在するが、横穴群を築いた集団は移住民であり、古墳群を築いた従来の住民とは異なるという考察がある。

## 発掘の経緯
1947年（昭和22年）静岡県立沼津東高等学校郷土研究部による踏査などで、遺物が採取されてきた。
1970年代、沼津市周辺の開発が進み、江ノ浦地区でも、農道新設の計画がされた。横穴を犠牲にしないようにという地元駿豆考古学界の意見もあったが、当時、江浦横穴群の正確な位置がわからなかったため、分布測量調査を1974年（昭和49年）度事業として計画した。実際には、頻発する埋蔵文化財調査により遅れ、1975年（昭和50年）3月1日から4月13日の1ヶ月半の期間で調査を行った。測量は、平板測量で実施したが、山地の勾配がきつく、等高線測量と、現在開口している肉眼で確認できるものの位置関係把握を基礎調査とすることにした。横穴群全体の把握は、今後の計画としている。

## 規模
正式に静岡県指定史跡とされている横穴は、A地区の74基である。

### 横穴の規模
下記は、A地区、B地区、C地区の横穴の例である。

#### A地区
- A28 主軸方位 N56°E 標高58.220メートル、全長0.60メートル　（開口部：天井巾0.50メートル）下半部埋没
- A45 主軸方位 N25°E 標高50.510メートル、全長3.90メートル　（開口部：天井巾0.80メートル、床巾1.50メートル、高さ1.20メートル）（奥壁：天井巾0.80メートル、床巾1.80メートル、高さ1.75メートル）

#### B地区
- B1 主軸方位 N0° E 標高49.540メートル、全長2.35メートル　（開口部：天井巾0.90メートル、床巾1.00メートル、高さ0.86メートル）（奥壁：天井巾1.23メートル、床巾1.31メートル、高さ1.00メートル）
- B2 主軸方位 N60°E 標高41.440メートル、全長1.27メートル　（開口部：天井巾0.54メートル）下半部埋没

#### C地区
- C1 主軸方位 N30°E 標高37.430メートル、全長0.90メートル　（開口部：天井巾0.65メートル、床巾1.10メートル、高さ0.82メートル）（奥壁：天井巾0.52メートル、床巾1.11メートル、高さ0.40メートル）
- C9 主軸方位 N26°E 標高48.050メートル、全長2.56メートル　（開口部：天井巾0.78メートル、床巾0.78メートル、高さ0.86メートル）（奥壁：天井巾0.83メートル、床巾0.93メートル、高さ0.75メートル）

#### D地区
- 現在柑橘園になっており、埋め立てられ測定不能。

### 江浦古墳
- 横穴群上方標高は100〜120メートルに円墳が4基ある。円墳は、石室の天井石、側壁、奥壁の一部が露出しており、一部墳丘裾野が確認できるが、墳丘は消滅しており、明確な墳丘裾部の確認はできていない[9]。

## 出土品
江浦横穴群からは、有蓋高坏、平瓶、蓋坏、長頸瓶などの須恵器の一部が遺物として採集されている。この他に鉄刀片や人骨が検出されたと伝えられるが、詳細は不明である。

## ギャラリー

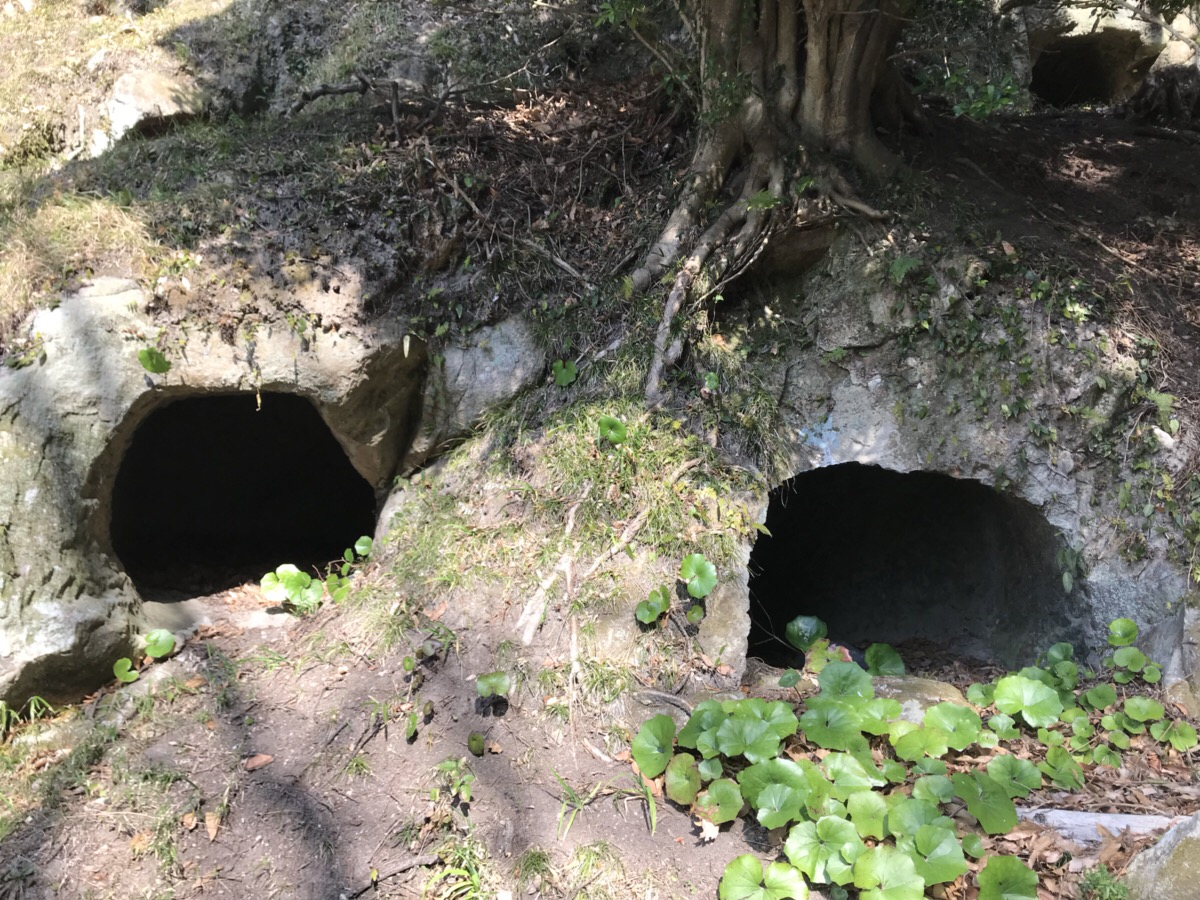
江浦横穴群A地区。（2018年3月撮影）
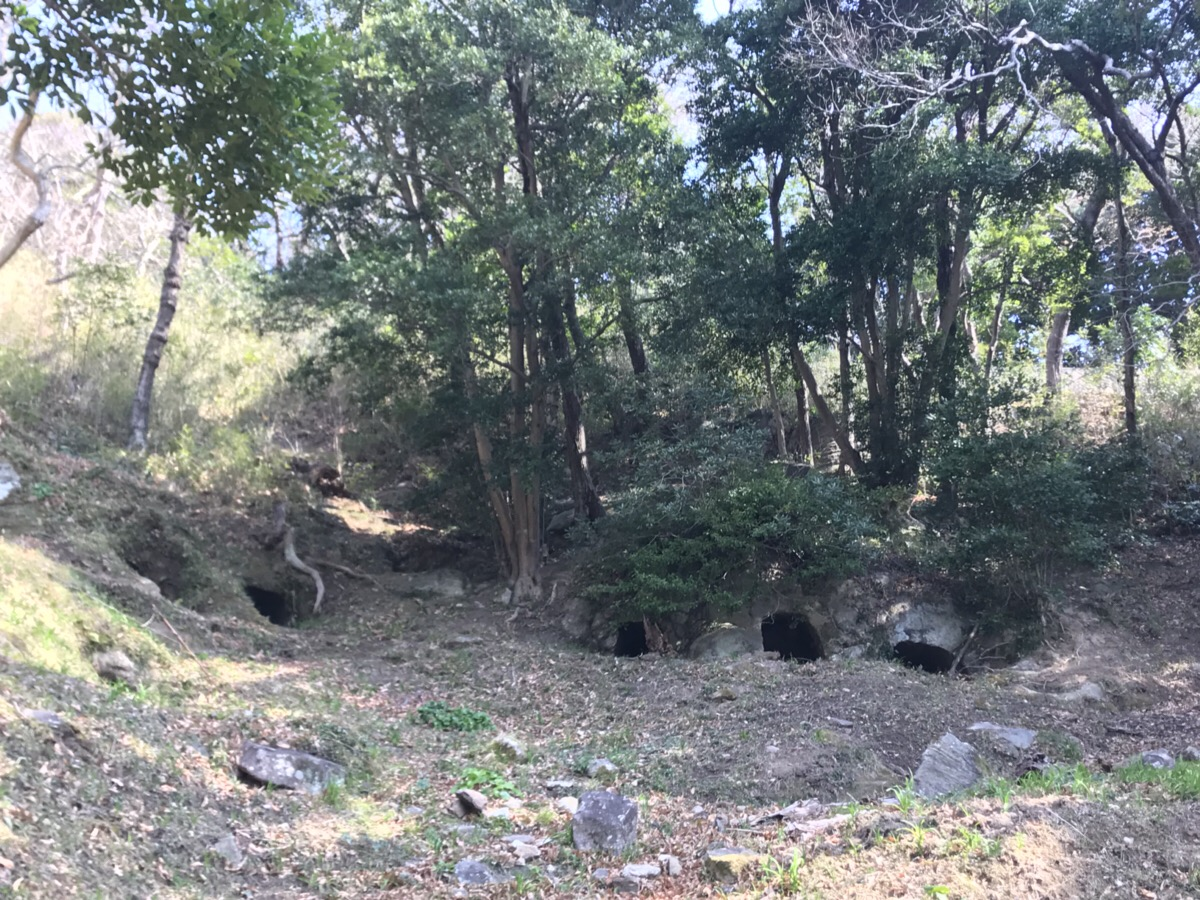
江浦横穴群A地区。（2018年3月撮影）
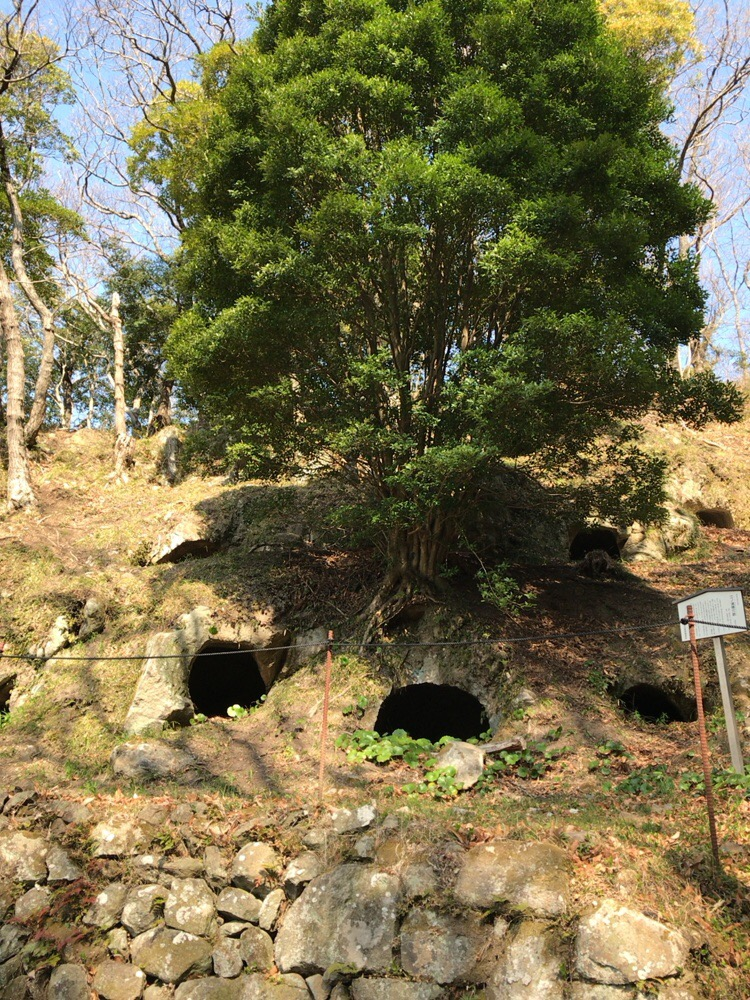
江浦横穴群A地区。(2018年3月撮影)
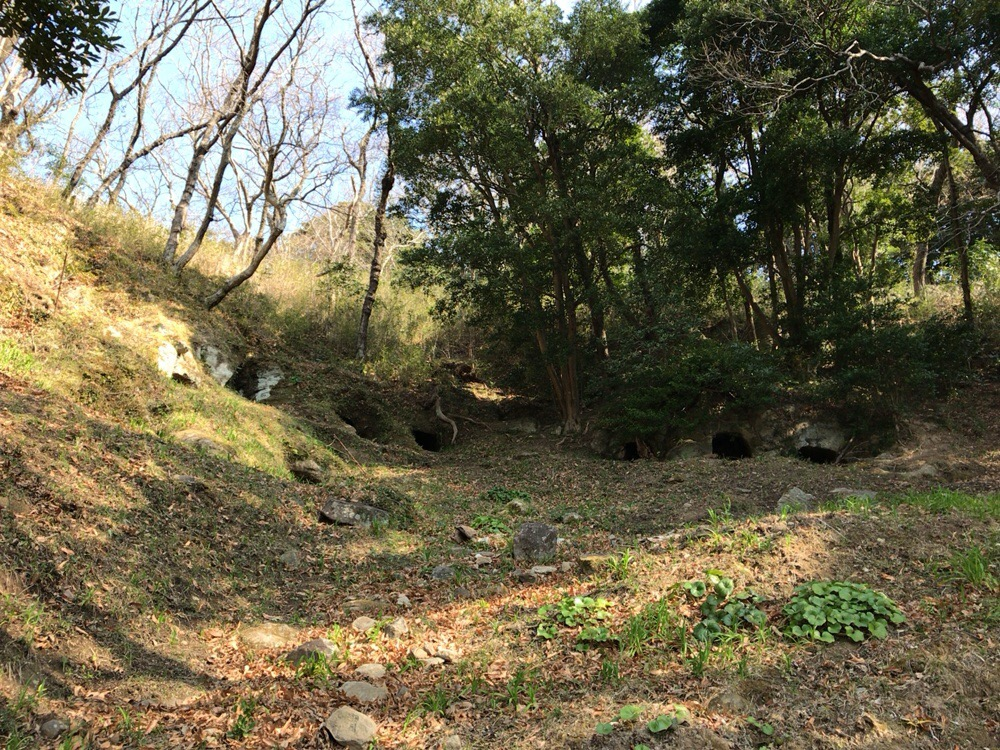
江浦横穴群A地区。(2018年3月撮影)
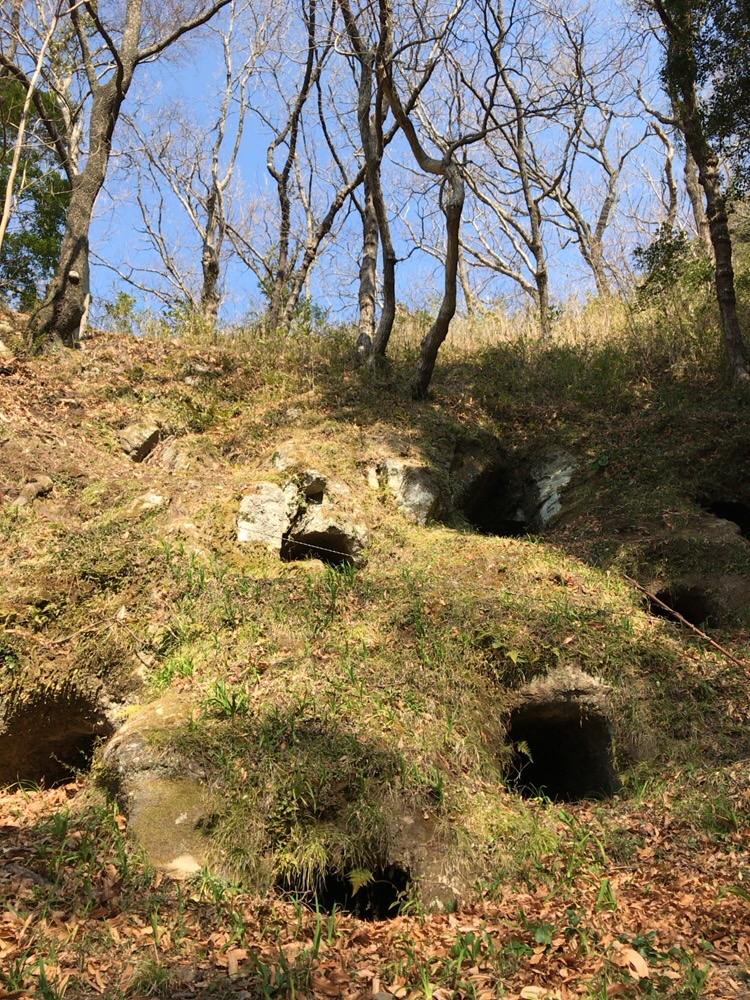
江浦横穴群A地区。(2018年3月撮影)
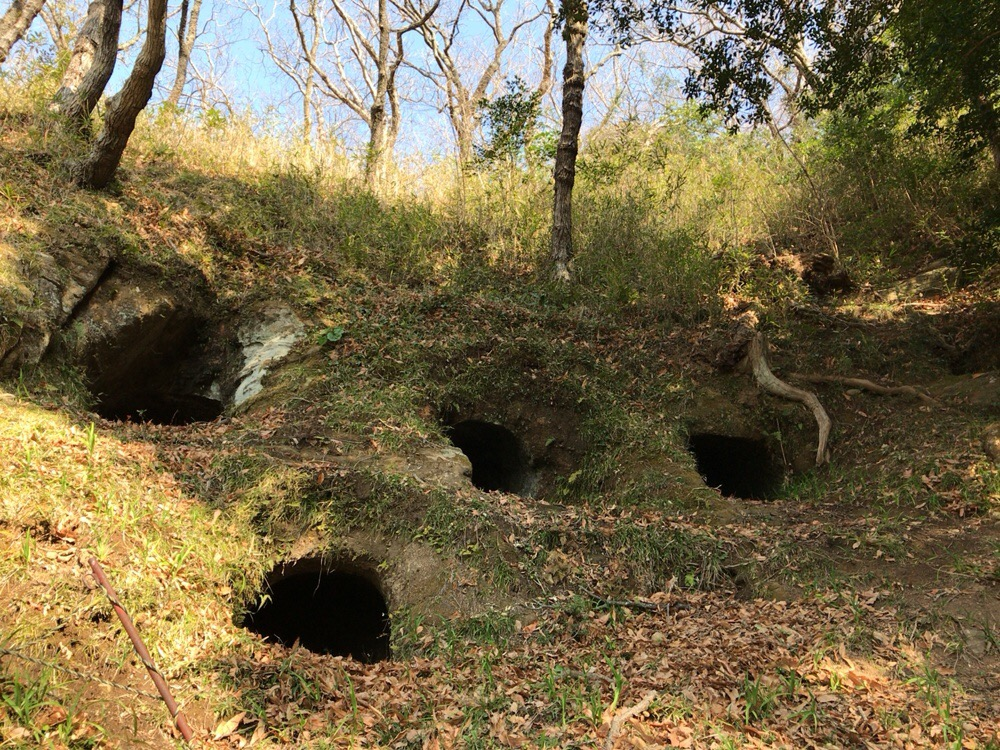
江浦横穴群A地区。(2018年3月撮影)
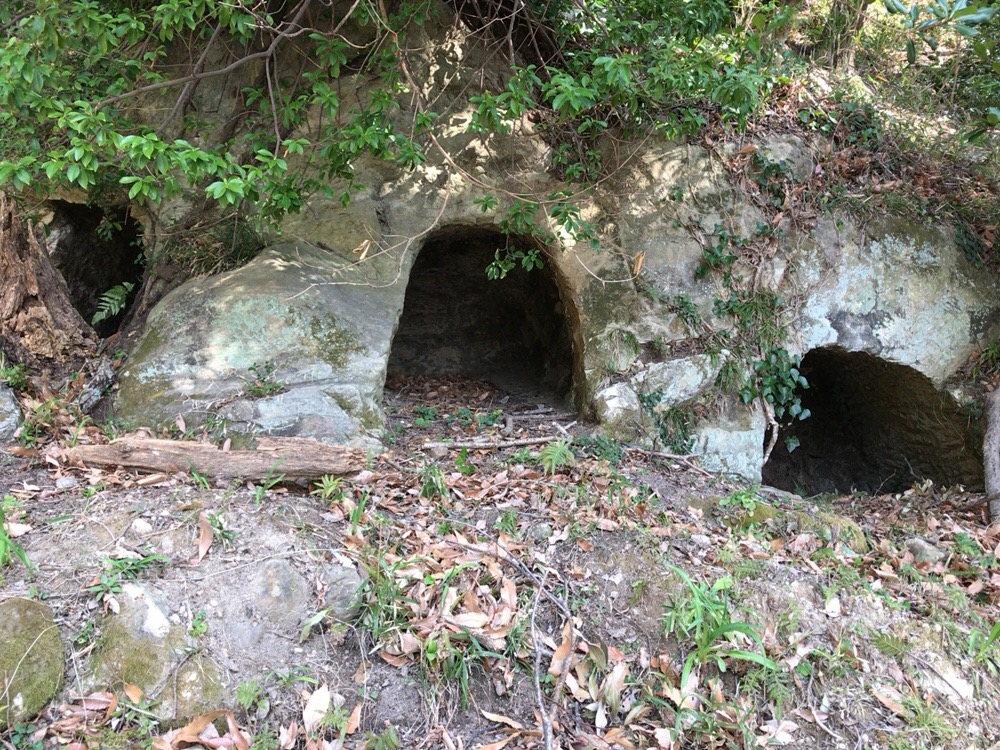
江浦横穴群A地区。(2018年3月撮影)

## 現地情報
所在地
- 静岡県沼津市江浦大洞・東山

現地情報
- 沼津駅から伊豆長岡温泉行（伊豆箱根バス）、木負行（東海バス）で23分：江の浦中央公民館下車、徒歩20分。

周辺
- 井田松江古墳群 - 静岡県指定史跡